# Вишнёвое (Ружинский район)
Вишнёвое (укр. Вишневе) (раньше — Великая Чернявка) – село на Украине, основано в 1693 году, находится в Ружинском районе Житомирской области.
Код КОАТУУ — 1825282001. Население по переписи 2001 года составляет 293 человека. Почтовый индекс — 13633. Телефонный код — 4138. Занимает площадь 1,938 км².

## Адрес местного совета
13633, Житомирская область, Ружинский р-н, с.Вишнёвое, ул.Заречье, 18